# Elsa (Disney)
Pour les articles homonymes, voir Elsa.
Elsa d'Arendelle, aussi appelée la Reine des neiges, est un personnage de fiction qui est apparu pour la première fois dans le 53e Classique d'animation des studios Disney, La Reine des neiges. Elle est interprétée en version originale (anglais) par Idina Menzel, et doublée par Anaïs Delva en français, et par Aurélie Morgane en français canadien seulement pour les parties non chantées.
Créée par Chris Buck, Elsa est inspirée du personnage éponyme du conte La Reine des neiges de Hans Christian Andersen publié en 1844. Dans l'adaptation de Disney, elle est présentée comme l'héritière du trône du royaume d'Arendelle, et comme la sœur aînée du personnage principal du film, la princesse Anna. Elsa est une jeune femme renfermée sur elle-même vivant dans la peur de blesser les autres avec ses pouvoirs qui lui permettent de créer ainsi que de contrôler la neige et la glace. Alors qu'elle plonge le royaume accidentellement dans un hiver éternel le soir de son couronnement, elle va tout au long du film apprendre à dompter ses pouvoirs et à vaincre ses peurs.
Chris Buck et Jennifer Lee ont déclaré qu'elle avait été particulièrement difficile à adapter au cinéma, et avoir finalement trouvé une solution en présentant Elsa et Anna comme deux sœurs. Cela a progressivement engendré la réécriture de la Reine des neiges, à l'origine méchante, en un personnage incompris et plus sympathique aux yeux du spectateur. Elle devient ainsi le premier antagoniste issu d'un Classique d'animation Disney à n'avoir aucune mauvaise intention. Le personnage a bénéficié d'une réception critique très positive, l'accent ayant été mis sur la caractérisation complexe du personnage et sa vulnérabilité. Idina Menzel a également été largement applaudie pour le doublage de la Reine des neiges, notamment pour la chanson Let It Go.

## Conception

### Concept et origines
Dès 1937, Walt Disney a essayé d'adapter le conte de fées La Reine des neiges en un film. L'intrigue concernait en particulier deux enfants : Gerda, qui a servi à créer le personnage d'Anna, et Kai, qui est « maudit par le pessimisme », après que son cœur a été transpercé par un éclat de verre venant d'un miroir enchanté. Il est ensuite enlevé par la Reine des neiges. Cependant, Disney essaya de créer une adaptation vraisemblable du personnage, à l'époque envisagé comme l'ennemi de l'intrigue. Dans l'histoire, elle est décrite comme « une femme, vêtue de vêtements de gaze blanche, semblables à des millions de flocons de neige étoilés liés les uns aux autres. Elle était blonde et belle, mais faite de glace — glace aveuglante et scintillante. Pourtant, elle était vivante et ses yeux brillaient comme des étoiles lumineuses, mais il n'y avait ni paix, ni repos dans leur regard ». Disney fut incapable de trouver un moyen de rendre la Reine des neiges plus réelle et abandonna le film.
D'autres équipes de production se sont lancées dans le projet d'une adaptation du conte de Hans Christian Andersen ; parmi eux : Paul et Gaëtan Brizzi, Dick Zondag, Glen Keane, and Dave Goetz. En 2011, Chris Buck s'est lui aussi mis à travailler sur une nouvelle tentative et a dû également faire face au personnage de la Reine des neiges. Le producteur Peter Del Vecho a expliqué qu'un problème était qu'elle était trop isolée, sans connexion avec les autres personnages. On ne pouvait donc pas expliquer ses motivations. Après plusieurs propositions de changements, un membre de l'équipe d'écriture a suggéré qu'elle pourrait être la sœur d'Anna. « Quand nous avons réalisé que cela était envisageable, tout a changé », a renchéri le producteur.
La Reine des neiges, à présent nommée Elsa, a continué à être l'ennemie de l'intrigue dans le synopsis du film publié par Disney en mai 2013 :

« Lorsqu'Anna est maudite par son ex-sœur, la froide Reine des neiges, son seul espoir de vaincre son sort est de survivre à un périlleux mais aussi palpitant voyage à travers un impardonnable paysage de glace. Rejoint par un homme robuste à la recherche de sensations fortes, son renne à un bois et un bonhomme de neige malheureux, Anna doit entamer une course contre la montre, combattre les éléments et une armée de bonshommes de neige menaçants, si elle espère pouvoir faire fondre son cœur gelé. »

Des manuscrits plus anciens comportaient des actions plus antagonistes, par exemple Elsa jetant un hiver éternel intentionnellement sur Arendelle, ou créant une armée de bonshommes de neiges similaire à l'armée de flocons de neige de la Reine des neiges d'origine. Le personnage comique d'Olaf était à l'origine rejeté par Elsa car trop peu effrayant. Cependant, les scripts ont été modifiés pour faire place au manque de contrôle des pouvoirs d'Elsa et Olaf fut réduit à un simple bonhomme de neige qu'elle crée et qui rappelle ses bonnes relations d'enfance avec sa sœur. Dans la version finale, Elsa crée un seul bonhomme de neige à la place d'une armée : un garde appelé Guimauve. Selon Jennifer Lee, le personnage d'Elsa est plus qu'une fusion de Kai et de la Reine des neiges, en améliorant sa représentation sympathique. Del Vecho a ajouté qu'il y a des moments où Elsa fait des choses vraiment horribles, mais lorsque l'on sait d'où cela vient, du souhait de se défendre, on parvient à la comprendre et à s'identifier au personnage.
Pour développer le personnage d'Elsa, les réalisateurs du film se sont inspirés de la figure d'Amy Winehouse.

### Doublage américain

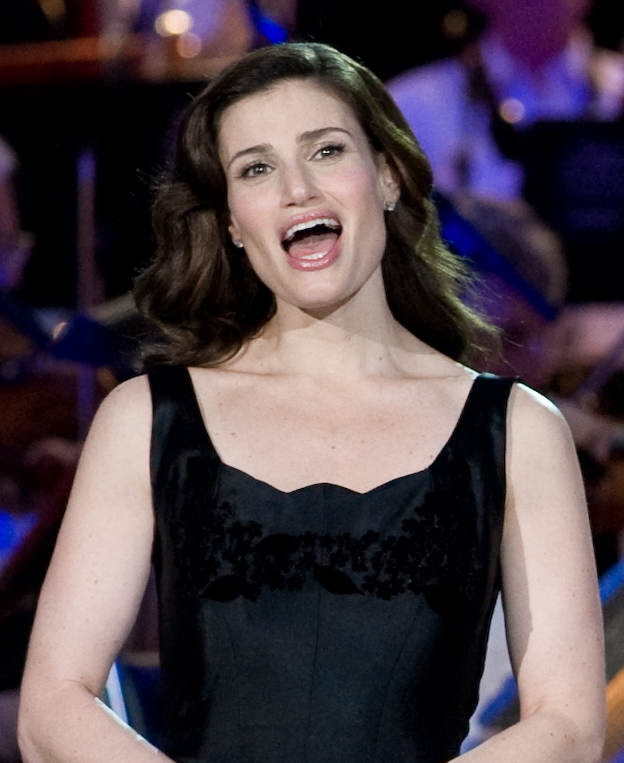
Idina Menzel interprète les parties chantées et parlées d'Elsa dans La Reine des neiges.

Idina Menzel a prêté sa voix au personnage pour les parties parlées et chantées ; Eva Bella et Spencer Lacey Ganus ont été choisies pour Elsa enfant et adolescente,. À l'origine, Megan Mullally devait interpréter la Reine des neiges, mais elle a quitté le projet. Elle a donc été remplacée par l'actrice et chanteuse de Broadway Idina Menzel, connue pour son interprétation d'Elphaba dans la comédie musicale Wicked. Elle connaissait déjà Kristen Bell (doublage d'Anna) et avait déjà auditionné pour le film Raiponce en 2010. Elle n'avait pas été retenue à l'époque mais le directeur de casting avait enregistré puis montré sa prestation à l'équipe de La Reine des neiges. Elle a été invitée à être entendue et a reçu le rôle après avoir lu les dialogues à haute voix. Durant une interview, elle a reconnu qu'il y avait des similitudes entre son ancien rôle, Elphaba, et Elsa. Elle a expliqué que les deux personnages étaient puissants mais aussi isolés et incompris. Elle a ajouté qu'elle était reliée à eux car elle cachait ses talents de chanteuse à l'école de peur de déranger les autres. « Lorsque tout le monde chantait une chanson de Madonna dans le car, je ne me joignais pas à eux, parce que quand on est jeune, on ne veut pas se montrer, alors que l'on devrait vraiment utiliser et s'approprier nos talents qui nous rendent uniques. »
Chris Buck pensait que la voix d'Idina Menzel aiderait pour mieux cerner et définir le personnage d'Elsa. Il a expliqué : « Elle a le sens de la vulnérabilité dans sa voix. Elle joue le rôle d'un personnage puissant mais qui vit dans la peur. Nous avions besoin de quelqu'un qui serait capable de dépeindre ces deux côtes du caractère d'Elsa, et Idina était tout simplement incroyable. » Idina Menzel n'était pas habituée à travailler dans un film d'animation : il fallait transmettre des sentiments uniquement avec la voix. Cependant, elle y arriva sans grand problème : pendant les enregistrements, elle pouvait « jouer » avec sa voix, essayant de trouver les tons différents qui correspondent aux émotions du personnage. Par exemple, elle voulait changer de timbre lorsqu'Elsa était vive ou en colère. Elle évitait aussi d'agiter ses mains tout en parlant pour refléter les peurs de son personnage de « bouger ou ressentir quelque chose qui pourrait ressortir et blesser les autres ».
Pendant la production, Idina Menzel et Jonathan Groff (doublage de Kristoff) se sont rendus aux studios et ont expliqué aux animateurs leur manière d'approcher leur personnage. Ces derniers ont questionné Idina Menzel sur sa façon de chanter et ont observé sa respiration. Ils ont filmé les sessions d'enregistrement et ont adapté l'animation de la respiration d'Elsa pour un rendu plus réaliste,. Sa voix a inspiré la principale chanson du personnage, à savoir Let It Go. Selon Robert Lopez, la tessiture d'Idina Menzel est parfaite pour transmettre « le côté grave, vulnérable et fragile » du personnage, ainsi que sa puissance et auto-réalisation. Idina Menzel a ensuite raconté que c'était « un honneur » d'avoir chanté cette chanson : « […] c'est une collision entre une ribambelle de forces qui vont et viennent de façon harmonieuse, a-t-elle expliqué, avec des belles paroles, une belle mélodie et un peu de moi. » Jennifer Lee et Chris Buck ont été également surpris par la capacité des voix d'Idina Menzel et Kristen Bell à se combiner : durant une lecture, elles ont chanté une ballade (plus tard révélée Wind Beneath My Wings) qui allait et venait vers chacun des personnages avec tant d'émotions que les personnes présentes en ont dû sécher leurs larmes. Par la suite, Jennifer Lee a voulu que les deux chanteuses soient dans la même salle lors de l'enregistrement de scènes d'émotion importantes.

### Doublage français

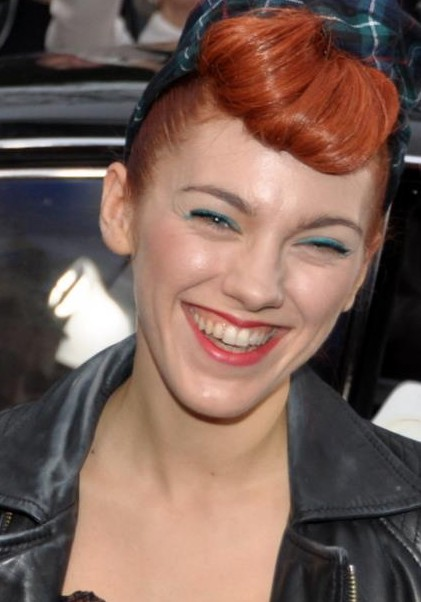
Anaïs Delva double Elsa en français et québécois (chant).

En version française et québécoise (chant), c'est Anaïs Delva qui a prêté sa voix à Elsa. Elle a participé à maintes comédies musicales comme Roméo et Juliette, Dracula, Spamalot et Salut les copains. C'était pour elle une nouvelle expérience très différente d'être sur scène, où l'on a une « interaction directe » avec le spectateur, puisque que l'on appréhende plus la réaction future du public, mais elle a également confié que c'est un rêve de jeune fille d'interpréter un rôle de princesse qui devient reine. Contrairement à Idina Menzel, Anaïs Delva avoue avoir peu de points communs avec Elsa dans le caractère : « Elle est très en retenue, elle ne communique pas beaucoup, alors que moi, à l'inverse, je parle tout le temps, je parle tout le temps, et je parle tout le temps » ; tout en rappelant que c'est retenue forcée à cause de ses pouvoirs[pas clair]. Selon Anaïs Delva, le film, en plus de parler de l'amour et des valeurs de famille, nous apprend comment se trouver soi-même et que l'on ne peut y parvenir seul mais en partageant et en communiquant. Il vous fera aussi retrouver « votre innocence et votre âme d'enfant ». Au Canada, Aurélie Morgane double Elsa, et Gabrielle Shulman interprète le personnage enfant.

### Design et caractérisation
Après le casting d'Idina Menzel, la caractérisation d'Elsa a subi quelques altérations. Selon la chanteuse, elle était écrite comme une simple antagoniste mais a été peu à peu revisitée en un personnage vulnérable plus complexe. Idina Menzel a ensuite décrit Elsa comme « extrêmement compliquée à cerner et incomprise ». Jennifer Lee a expliqué qu'elle est dirigée par la peur tout au long du film, tandis que l'actrice a ajouté qu'elle se démenait avec son potentiel d'être « une femme forte, pleine de puissance et extraordinaire ». Le producteur exécutif et animateur John Lasseter est devenu très protecteur envers le personnage et s'est montré inflexible quant à le dépeindre de manière plus favorable et sympathique. Jennifer Lee a indiqué sur Twitter que « le maniérisme et le langage corporel d'Elsa sont volontaires pour montrer son anxiété et dépression ». En juillet 2013, Disney a publié des images des personnages principaux du film avec un résumé de leur rôle. Elsa a reçu la description suivante :

« Si l'on se fie aux apparences, Elsa semble impériale, réservée et parfaitement maîtresse d'elle-même, mais en réalité, elle vit dans la peur car elle cache un terrifiant secret : elle est née avec le pouvoir de créer la neige et la glace. C'est un don merveilleux, mais aussi extrêmement dangereux. Hantée par le souvenir de ce moment où sa magie a bien failli tuer sa jeune sœur, Anna, Elsa vit désormais en recluse, et elle passe chaque minute de son existence à essayer de contenir ce pouvoir dont la puissance ne cesse de croître. L'intensité de ses émotions déclenche sa magie, et elle plonge accidentellement le royaume dans un hiver éternel qu'elle est incapable d'arrêter. Craignant de devenir un monstre, Elsa est convaincue que personne, pas même sa sœur, ne peut l'aider. »

L'animateur superviseur d'Elsa était Wayne Unten, qui a demandé ce rôle car il était fasciné par sa complexité. Il a développé avec attention les expressions du visage d'Elsa, de façon à bien amener sa peur permanente en contraste avec le caractère optimiste d'Anna. Wayne Unten, ainsi que trois autres employés d'animation Disney (Joy Johnson, Alexander Alvarado et Chad Stubblefield) ont gagné le prix du meilleur personnage animé dans un film d'animation aux Visual Effects Society Awards 2013 pour leur travail de design et animation d'Elsa. Le directeur technique FX Yoo Jae-Hyun a travaillé pendant un an et demi sur la création des effets spéciaux de la glace d'Elsa, ainsi que sur les effets liés à ses vêtements (en particulier sa robe).
Les producteurs ont identifié la scène dans laquelle Elsa chante Let It Go comme un point crucial dans le développement du personnage. La séquence dépeint son choix de laisser aller ses pouvoirs et ainsi de dominer ses peurs. Le superviseur du design du personnage a expliqué : « Avant Let It Go, Elsa est vraiment bien habillée, les cheveux attachés — tout est parfait. Pendant la chanson, elle se permet d'être qui elle est vraiment et cela change tout : sa coiffure est plus libre, sa robe est magique. Elle est enfin libre, même si elle est seule. » Les animateurs ont désigné l'apparence d'Elsa de manière à bien refléter sa métamorphose : au début elle est cachée dans une lourde tenue. Idina Menzel a raconté qu'après avoir accepté ses pouvoirs, elle devient « très aguicheuse ». Elle a continué : « Elle est assez sexy pour un personnage de Disney, je dois dire. Ils poussent un peu le bouchon, là ! mais elle a également une lueur dans ses yeux et une démarche de top-modèle qui lui vont bien. Et c'était drôle pour moi d'être blonde parce que je ne le suis pas en réalité ». Durant une interview en janvier 2014 de John August et Aline Brosh McKenna, Jennifer Lee a révélé que John Lasseter a personnellement aidé à la conceptualisation de la transformation d'Elsa : « John Lasseter a vraiment été exemplaire, il était d'une grande aide quand nous nous demandions comment illustrer les émotions d'Elsa à travers les animations. Il était comme : on disait "ses cheveux se détachent, elle se transforme, se fiche du reste…" et il le faisait. Il la faisait vivre. »
Cette scène a aussi été un point important au niveau du développement du personnage qui était à l'origine destinée à montrer sa transformation en une personne malveillante. Les deux auteurs-compositeurs Lopez ont expliqué : « Elsa allait se métamorphoser de la princesse parfaite qui a essayé toute sa vie d'être quelqu'un d'autre, à dire "et puis merde. Je vais être moi." » Ils ont voulu utiliser la chanson comme une manière de mieux comprendre le personnage et ce qu'elle deviendrait si elle n'avait plus à vivre dans la peur. Elsa a alors gagné en complexité. Les paroles et la capacité d'Idina Menzel de passer d'une voix fragile et vulnérable en une autre beaucoup plus vive a provoqué un changement dans l'intrigue, faisant d'Elsa non plus une antagoniste, mais un personnage plus sympathique. Elle essaie au début de se débarrasser de ses pouvoirs qui risquent de faire du mal aux autres (en particulier Anna), et lorsqu'elle n'y arrive plus, elle s'enfuit du royaume pour protéger les autres,. Anaïs Delva racontait qu'elle « portait un amour inconditionnel » envers les autres. Ce dont Elsa a le plus besoin lorsque son secret est révélé aux sujets est le soutien d'Anna, d'après Paul Briggs : « La force des liens de la famille est ce qui fait de cette histoire quelque chose de puissant, a-t-il expliqué, car c'est sa sœur qui est prête à regarder au-delà de ses pouvoirs et à la défendre contre le monde entier, s'il le faut. »
L'apparence d'Elsa a dû être réétudiée, après qu'elle fut devenue une des protagonistes de l'intrigue. Elle était à l'origine dessinée comme une sorcière de Disney « ordinaire », avec une peau bleue et des cheveux noirs hérissés en pointe. Quelques mois après la sortie du film, Claire Keane, une animatrice d'Elsa, a publié les tout premiers croquis du personnage, qui était inspiré de Amy Winehouse. Elle était imaginée à l'origine avec une coiffure gonflante, une profonde voix, et des dramatiques sautes d'humeur. John Lasseter a insisté sur l'« allègement » de son apparence, en particulier avec ses épais cheveux blonds que les animateurs sont difficilement parvenus à designer. Le directeur artistique Michael Giaimo a expliqué qu'alors que différentes stratégies étaient proposées pour les cheveux d'Elsa, John Lasseter continuait à demander des améliorations à l'équipe d'animation en disant qu'ils manquaient d'ambition : « Nous voulons que les spectateurs sentent que ses cheveux sont une belle affirmation. » Pendant le voyage de recherches en Norvège, les producteurs ont remarqué que les femmes portaient souvent des tresses. Ils ont alors engagé un styliste, Danilo, venant de New York pour les aider à créer un style qui refléterait cet aspect, tout en restant un peu différent,. Un nouveau programme d'animation a été spécialement créé pour les aider (Tonic), et la coiffure d'Elsa a finalement été conçue avec 420 000 cheveux, (Anna : 140 000, ; Raiponce : 27 000).

#### La neige et la glace

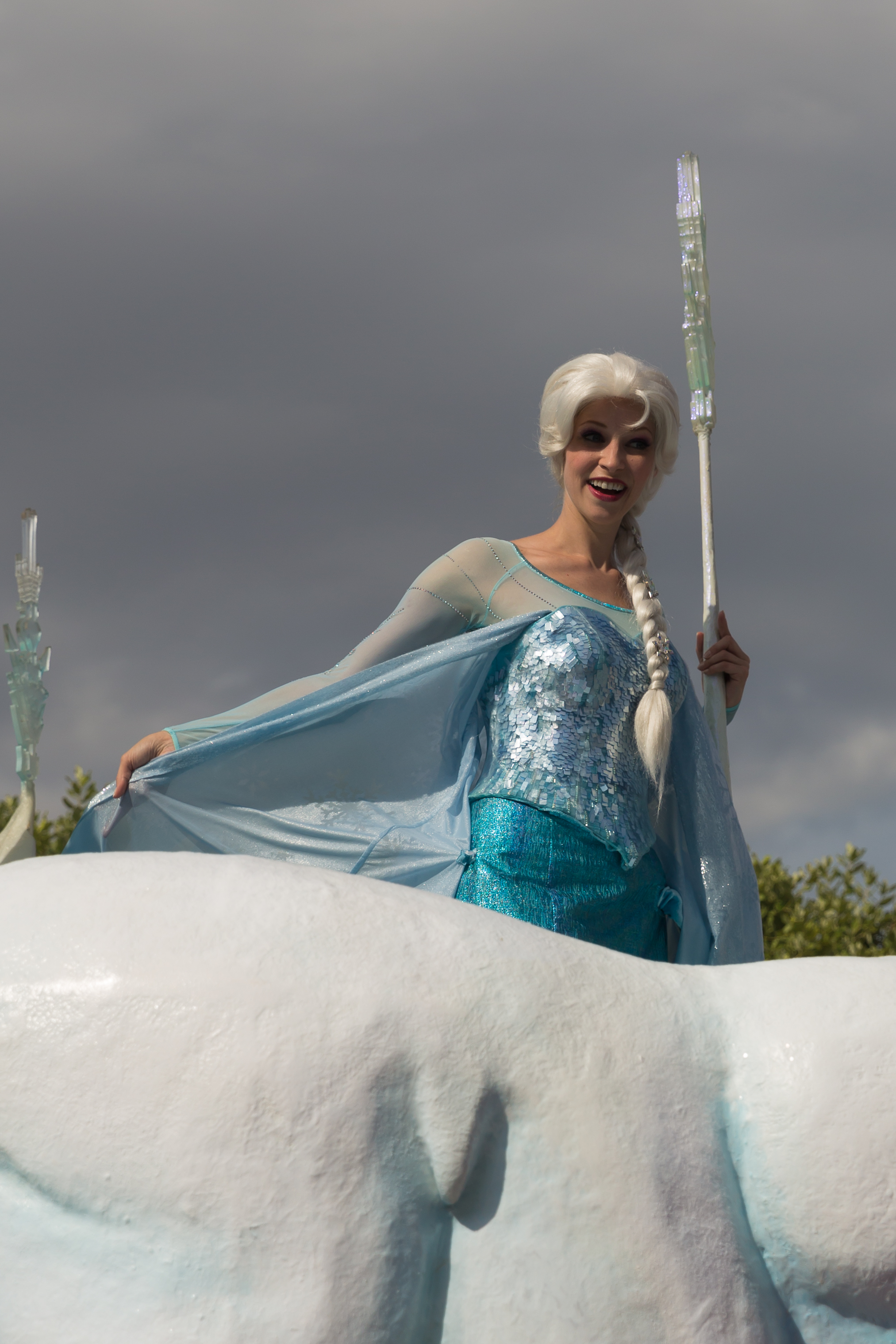
Elsa, La Reine des neiges lors de la Disney Magic On Parade à Disneyland Paris.

Comme Elsa apparaît dès le début du film étant une petite fille, les animateurs voulaient refléter à travers le premier aperçu que le spectateur a de ses pouvoirs son innocence et son esprit fantaisiste, tout particulièrement en donnant un aspect simpliste à ses premiers flocons de neige. Ces motifs deviennent plus complexes lorsqu'elle est adulte. Le superviseur des effets spéciaux Marlon West a expliqué : « Quand Elsa commence enfin à s'approprier ses pouvoirs, nous voulions que la glace et la neige qu'elle crée illustre le fait qu'elle a gagné en maturité et devenu une belle, élégante et puissante jeune femme sûre d'elle. »
Son palais de glace (créé lors de la séquence de Let It Go) a été conçu pour illustrer la maturité de ses pouvoirs, ainsi que pour être « un reflet des sentiments d'Elsa, ». Il est à l'origine superbe, mais se détériore avec une couleur rougeâtre et des dards de glace qui jaillissent des murs, lorsqu'elle est apeurée ou en colère. L'équipe de design était au début indécise sur l'apparence du château et a dessiné différents croquis de palais magiques faits de neige. John Lasseter a suggéré qu'un énorme flocon de neige pourrait servir de fondation, et le palais aurait une forme hexagonale (six murs). Il voulait aussi que le motif influence la manière dont le palais se construit. « Les flocons de neige sont des minuscules cristaux qui se forment dans les airs. Lorsqu'il y a un changement de température et d'humidité, ils commencent à se développer dans un modèle connu comme "ramification et placage", a expliqué le superviseur Dale Mayeda. Lasseter a dit : "Vous savez, lorsqu'Elsa construit le palais, ce serait tellement génial si, à chaque étape où le château s'élève à partir de rien, ce ne soit que ramification et placage, ramification et placage." »
Alors que le rosemaling traditionnel norvégien a servi à la conception de ses costumes au début du film, sa robe de glace a été similairement designée au palais de glace. Sa cape est un grand flocon de neige.

## Apparitions
Il est à noter que Anna et Elsa feront une apparition remarquée dans le nouveau film Disney Les Mondes de Ralph 2 aux côtés de toutes les princesses Disney

### DansLa Reine des neiges
Elsa est la reine d'Arendelle et grande sœur d'Anna. Elle semble majestueuse et réservée, mais elle vit en réalité dans la peur, hantée par le matin où elle a failli tuer sa sœur à cause de ses pouvoirs. Elle a tout fait pour les cacher et essayer de les maîtriser, mais elle ne peut les contenir le soir de son couronnement. Accusée de sorcellerie, elle fuit hors du royaume et ses fortes émotions déclenchent un hiver éternel sur Arendelle. Ne pouvant elle-même l'arrêter, elle est convaincue d'être un monstre destiné à être solitaire et que personne ne peut l'aider.

#### Résumé
Elsa est la fille aînée du roi Agnarr et de la reine Iduna du royaume d'Arendelle. Elle est née avec un don spécial : le pouvoir de créer ainsi que de contrôler la neige et la glace. Pendant son enfance, elle utilise ses pouvoirs pour jouer avec sa petite sœur, Anna. Mais une nuit de 1827, alors qu'elles s'amusent dans la neige, Elsa blesse accidentellement sa sœur. Le roi et la reine amènent immédiatement les princesses chez les trolls, où leur roi guérit Anna en lui faisant oublier l'existence des pouvoirs d'Elsa, car la elle n'a été blessée qu'à la tête ; être touchée au cœur aurait été beaucoup plus grave. Il la met ensuite en garde sur son pouvoir, qui est très beau, mais qui peut aussi se révéler très dangereux. La peur sera son plus grand ennemi. Plus les années passent, plus Elsa renferme sur elle-même, puisqu'elle a peur de blesser les autres par inadvertance. Elle porte des gants pour tenter de contrôler ses pouvoirs qui sont de plus en plus puissants.
En 1840, Agnarr et Iduna meurent dans un naufrage. Trois ans plus tard, Elsa atteint l'âge d'être couronnée (21 ans). Mais cela engendre une cérémonie : les portes du château sont donc ouvertes pour la première fois depuis plus d'une décennie, ce qui angoisse fortement la future reine d'Arendelle. La soirée se passe sans encombre, jusqu'à ce qu'Elsa refuse de donner sa bénédiction à Anna qui veut se marier avec le prince Hans des Îles du Sud, puisqu'ils ne s'étaient rencontrés que le jour même. Elsa tente de s'éloigner de sa sœur, mais cette dernière essaie de la retenir, lui ôtant un gant au passage. Elles commencent à se disputer, jusqu'à ce qu'Elsa, en colère, fasse apparaître de la glace sans le vouloir. Prise de panique, elle se sauve dans les montagnes, accusée de sorcellerie. Sa peur est si grande qu'elle plonge Arendelle dans un hiver éternel sans s'en apercevoir.
Un peu plus tard dans la nuit, Elsa se rend jusqu'au sommet de la montagne du Nord et y décide de laisser aller ses pouvoirs et prend conscience de la puissance de son don en construisant un immense palais de glace. Elle crée également le personnage d'Olaf et prend une apparence moins sobre.
Le lendemain, Anna, accompagnée d'Olaf et de Kristoff un montagnard, arrive au nouveau domicile d'Elsa. Celle-ci tente de les faire partir car elle considère que sa place est ici et qu'elle doit rester seule, mais Anna persiste à essayer de la convaincre de revenir à Arendelle pour faire revenir l'été. La reine apprend alors ce qu'elle a fait et, prise de panique, blesse sa sœur par accident, mais cette fois-ci, au cœur. Anna ne cesse pas pour autant d'essayer de convaincre Elsa de revenir au royaume. Cette dernière crée alors un imposant bonhomme de neige pour chasser Anna et ses compagnons.
Peu après, le prince Hans, qui était parti à la recherche d'Anna, accompagné de quelques volontaires, arrive au château de glace. Guimauve tente de les repousser, mais deux hommes réussissent tout de même à entrer et attaquent Elsa. Alors qu'elle essaie de se débarrasser de ses deux adversaires, Hans entre dans la pièce et lui demande de ne pas devenir le monstre que les gens prétendent qu'elle est. Elsa réalise alors ce qu'elle est en train de faire et ne porte plus attention à ses attaquants. L'un d'eux lui fait perdre connaissance et elle est ramenée au royaume.
Elle se réveille un peu plus tard enchaînée dans un cachot du château d'Arendelle. Hans entre dans la cellule et supplie la reine de ramener l'été. Elsa lui répond qu'elle en est incapable et lui somme de la libérer, mais Hans n'a qu'une seule idée en tête : devenir roi. Après avoir trahi Anna qu'il a séquestrée pour accuser Elsa d'être responsable de sa mort, il ordonne l'exécution de la Reine des neiges. Néanmoins, elle parvient à s'échapper et crée une tempête de neige dans la panique. Hans la retrouve et lui apprend la mort d'Anna, en réalité en train de rejoindre Kristoff pour faire fondre son cœur gelé. Elsa s'effondre, rompant la tempête. Anna, qui était proche d'eux aperçoit Hans qui s'apprête à tuer Elsa et décide de renoncer à Kristoff et se sacrifie pour sauver sa sœur. Cet acte la libère également de son sort et Elsa prend conscience que l'amour est la clé pour contrôler ses pouvoirs. L'été est alors de retour à Arendelle et Elsa est à nouveau la reine et maîtresse de son don.

### DansLa Reine des Neiges II
En 1812, Trente-quatre ans avant les événements du film, le roi Runeard, fondateur et premier roi d'Arendelle, établit un traité avec la tribu de Northuldra en construisant un barrage dans la patrie des Northuldra, la Forêt Enchantée, afin de maintenir le bon état des relations entre les deux peuples et renforcer leur pouvoir. Cependant, un combat éclate et met en colère les esprits de la terre, du feu, de l'air et de l'eau qui habitent la forêt. Les esprits disparaissent et un mur de brume enveloppe tout le monde dans la forêt. Le fils de Runeard, le prince Agnarr, s'échappe de justesse avec l'aide d'un sauveur inconnu et devient roi.
En septembre 1846, Elsa entend un chant qui l’appelle depuis le nord. Une nuit, elle réveille en écoutant ce chant les quatre esprits de la forêt enchantée et ceux-ci se déchaînent sur Arendelle qu’Anna s’empresse d’évacuer.
Elsa prend alors la décision d’aller dans la forêt enchantée et de trouver quelle est la voix qui l’appelle. Une fois dans la forêt, Elsa et ses amis rencontrent les Northuldras et les anciens gardes du roi Runeard, dirigés par le lieutenant Matthias. Elle parvient à tempérer les relations des deux groupes qui s’accusent mutuellement d’avoir trahi la confiance de l’autre. Elle calme également les esprits de l’air (renommé Courant d’air par Olaf) et du feu.
Au village Northuldra, Honeymaren informe Elsa de l’existence d’un cinquième esprit. La nuit, les géants de la terre ont senti la présence d’Elsa et passent non-loin du village Northuldra. Elsa ne veut pas mettre les Northuldras en danger et décide de s’éloigner du village.
Le lendemain, Elsa, Anna et Olaf sont au nord avec l’esprit du feu, et découvrent le bateau de leurs parents. Anna trouve un parchemin et une carte indiquant que la réponse de l’origine des pouvoirs d’Elsa est peut-être cachée à Ahothallan.
Elsa crée une barque de glace qui emmène Anna et Olaf dans la forêt et elle décide de traverser la mer sombre à pied, en gelant l’eau sous ses pieds. Elle s’y reprend à deux-trois fois car les vagues la ramènent systématiquement sur le rivage. Elle parvient finalement à s’agripper à un récif isolé entre les vagues. Elle est alors attaquée par l’esprit de l’eau, qu’elle parvient à dompter et qui la conduit jusqu’à Ahtohallan.
Là, Elsa découvre qu’elle est le cinquième esprit et que la voix qui l’appelle est celle d’Iduna. Elsa plonge alors dans le passé et y découvre la vérité sur le conflit entre Arendelle et les Northuldras : il a été provoqué par le roi Runeard qui a décapité le chef Northuldra, alors qu’il n’était pas armé. Elsa commence à geler et envoie l’information à Anna.
La mort d’Elsa fait disparaître la magie qui est en Olaf (mais pas dans le monstre de glace ou dans les mini-bonhommes de neige) qui meurt également. Anna comprend alors qu’il faut détruire le barrage. Elle provoque la colère des géants de la terre et les conduit jusqu’au barrage qu’ils détruisent à coups de jets de pierre. Ceci fait, le brouillard se lève, les esprits sont définitivement calmés et Elsa dégèle et l’esprit de l’eau l’emmène à Arendelle qui s’apprête à être submergée par le tsunami provoqué par la destruction du barrage. Elsa crée une immense barrière de glace, qui arrête les vagues et l’esprit de l’eau les fait refluer vers l’arrière. Elsa a donc sauvé Arendelle une dernière fois.
Elle retourne à la forêt enchantée et y recrée Olaf. Elle lègue le pouvoir à Anna car elle a compris que sa place est dans la forêt enchantée, avec les autres esprits.
Elsa est maintenant protectrice de la forêt enchantée. Elle continue cependant d’entretenir des liens très serrés avec sa famille, comme on le voit lorsqu’Anna charge Courant d’air de porter un message à Elsa, disant qu’il y a une soirée devinettes le soir même et de ne pas être en retard.

### DansDisney Speedstorm
Dans le jeu vidéo Disney Speedstorm, elle est ajoutée dans le jeu comme personnage jouable lors de la saison 5 à partir du 30 novembre 2023.

## Pouvoir
Il y avait beaucoup de théories concernant l'origine des pouvoirs d'Elsa, mais la vraie origine a été révélée lors de La reine des neiges 2. Il s’agit d’un cadeau des esprits de la forêt enchantér car la mère d’Elsa, Iduna, a sauvé son ennemi, Agnarr, père de Elsa, lors d’une bataille entre Arendelle et les Northuldras.
Elsa est douée de deux capacités : la cryokinésie, qui permet de manipuler la glace, et la cryrurgie, qui permet de générer de la glace en refroidissant l'atmosphère ambiante. Il semble qu'Elsa soit aussi capable d'une forme limitée d'atmokinésie, c'est-à-dire le pouvoir de contrôler la météo étant donné qu'elle a été capable de générer une période glaciaire et une tempête de neige d'une rare puissance. Et comme elle a été capable de dissoudre la tempête, il n'est pas exclu qu'Elsa puisse avoir une maîtrise plus exhaustive de ses pouvoirs, comme la capacité de maîtriser l'eau à l'état liquide ou même gazeux. Ou même de pouvoir réchauffer l'atmosphère ambiante pour cette fois être capable de générer, et de contrôler, du feu. Théoriquement, les pouvoirs d'Elsa n'ont quasiment aucune limite, les seules limites sont celles qu'Elsa va s'imposer de manière consciente ou inconsciente à cause de barrières psychologiques.
Le seul bémol, c'est que ses pouvoirs se développent de façon exponentielle et sont justement très liés à son état émotionnel. Ce qui veut dire que si Elsa n'est pas bien dans sa peau, ses pouvoirs seront instables, comme le prouve l'histoire puisque c'en est le sujet-même. En contrepartie, si Elsa retrouve une parfaite sérénités d'esprit, elle sera capable d'une précision aussi impressionnante que sa puissance, comme le prouve la façon dont elle préserve Olaf de la fonte.
Olaf est d'ailleurs la preuve qu'Elsa serait capable de créer la vie, ce qui, avec du recul, est tout à fait possible, puisque l'eau est le berceau de la vie que nous connaissons. Et si nous ne savons rien de la physiologie du petit bonhomme de neige, cela donne un exemple de la puissance d'Elsa, mais aussi de la précision chirurgicale dont elle est capable pour avoir pu créer un corps fonctionnel et durable.

## Apparence
Elsa est une très belle jeune femme blonde aux yeux bleus. Lors de son couronnement, ses cheveux sont coiffés en un chignon serré. Sa robe est sombre, elle porte des collants, des gants épais, une lourde cape et des ballerines. Elle est couverte de la tête aux pieds. Après sa transformation, ses cheveux sont simplement nattés, sa lourde tenue a laissé place à une robe légère dans les tons de bleu clair fendue du côté gauche et qui laisse voir ses épaules. Elle a toujours une cape, mais elle est plus fine. De plus, elle a remplacé ses ballerines par des escarpins et ne porte plus de collants.

## Chansons
- 2013 : La Reine des neiges

Libérée, délivrée - Elsa
Le Renouveau - Elsa et Anna
Le Renouveau (reprise) - Elsa et Anna
- 2015 : La Reine des neiges : Une fête givrée

Un Grand Jour - Elsa et Anna
- 2017 : La Reine des neiges : Joyeuses fêtes avec Olaf

La Saison des fêtes - Elsa, Anna et Olaf
La Saison des fêtes (reprise) - Elsa, Anna et Olaf
Quand nous sommes tous ensemble - Elsa, Anna et Olaf
- 2019 : La Reine des neiges 2

Point d'avenir sans nous - Anna, Olaf, Kristoff, Elsa et le peuple d'Arendelle
Dans un autre monde - Elsa, Aurora
Je te cherche - Elsa, Aurora et Iduna

## DansOnce Upon a Time

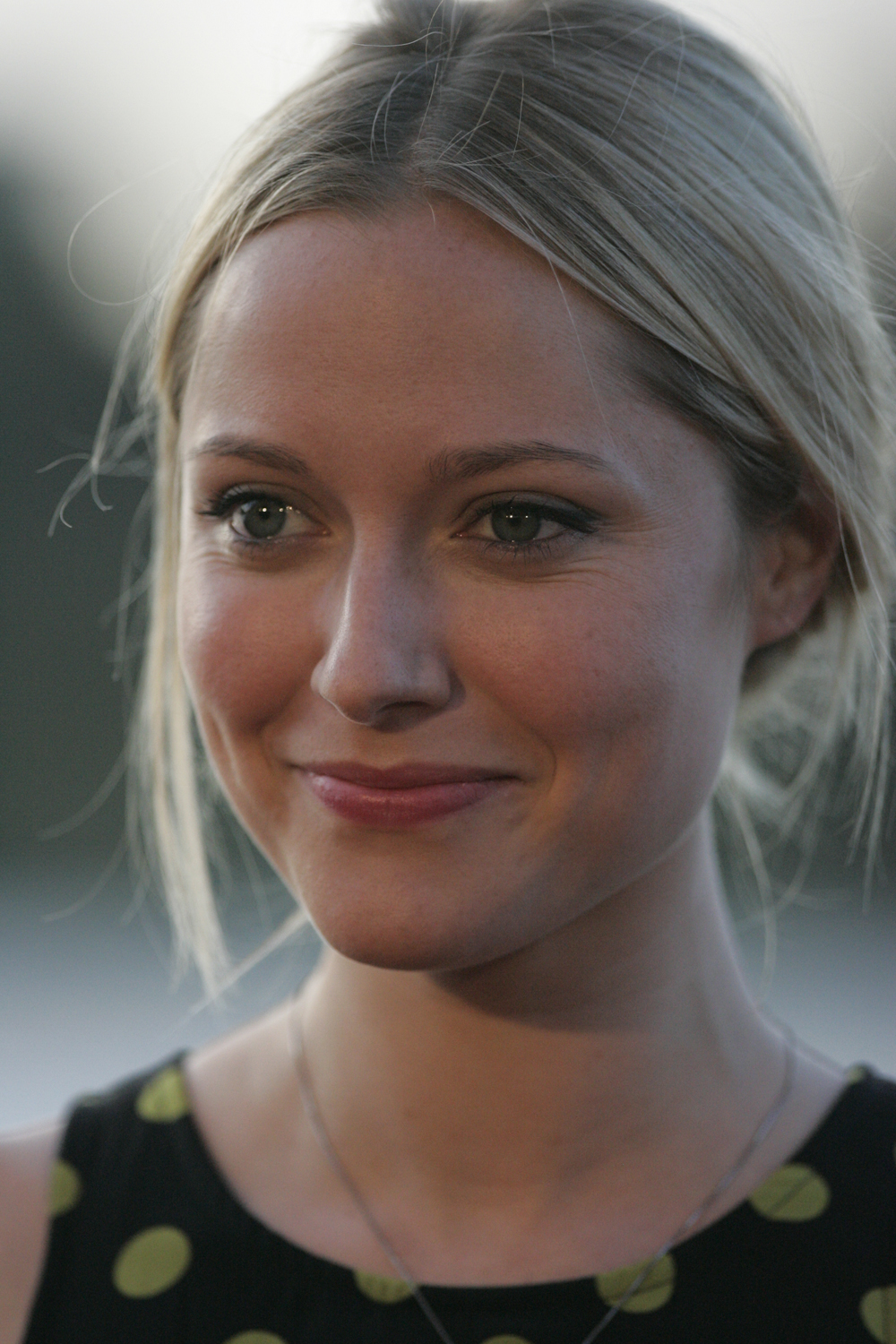
Georgina Haig interprète Elsa dans Once Upon a Time.

À la fin de la troisième saison de la série télévisée Once Upon a Time, Emma Swan (la fille de Blanche-Neige) et le Capitaine Crochet ramènent par accident une urne de la chambre forte du ténébreux Rumplestiltskin après leur voyage dans le passé. L'objet libère alors un liquide bleu qui se métamorphose en Elsa. Elle enlève ses gants, détruit le vase et s'enfuit en laissant derrière une traînée de glace.
Dans la quatrième saison, les protagonistes voient arriver Elsa (jouée par Georgina Haig) qui est à la recherche de sa sœur Anna et n'hésite pas à se servir ses pouvoirs pour se faire entendre. Toutefois, Emma réalise rapidement qu'Elsa n'est pas mauvaise, seulement désespérée. Ils réalisent qu'Ingrid, la tante d'Elsa, elle aussi douée de pouvoirs de cryokinésie, vit dans l'anonymat à Storybrooke depuis le début. Elle veut qu'Emma (qui s'est récemment découvert des pouvoirs magiques) et Elsa remplacent les sœurs qu'Ingrid a perdues autrefois, pour retrouver une famille parfaite. Ingrid a par ailleurs été la mère d'une des nombreuses familles d'accueil d'Emma quand elle était enfant et a tenté de lui révéler la vérité sur son identité, mais cette dernière effrayée, avait préféré s'enfuir.
Après avoir manipulé Emma pour dérégler ses pouvoirs et l'isoler de sa famille, Ingrid tente de forcer Emma et Elsa à la rejoindre, mais ces dernières refusent. Anna, la jeune sœur d'Elsa, réapparaît alors à Storybrooke, et avoue à Ingrid que ses sœurs, bien qu'effrayées par ses pouvoirs, n'avaient jamais cessé de l'aimer. Réalisant son erreur, Ingrid sacrifie sa vie pour annuler le maléfice qu'elle avait lancé sur Storybrooke. Elsa et Anna réintègrent ensuite Arendelle.

## Produits et parcs à thème

### Produits dérivés
Elsa et Anna ne font pas officiellement partie des Princesses Disney (une franchise commerciale destinée majoritairement aux jeunes enfants qui produit et vend divers produits comme des jouets, des vidéos, de la musique, des costumes et des jeux vidéo). En effet, en décembre 2013, Disney a créé La Reine des neiges, une franchise dédiée exclusivement aux produits dérivés du film ; leur première production étant les « Poupées Musicales Anna et Elsa » qui chantent leurs chansons principales du film. Différentes autres versions sont sorties, comme le set « mode », les mini-poupées, les peluches et les poupées des personnages en enfants. Un costume pour enfant d'après la seconde robe d'Elsa a été créé, on peut aussi acheter les gants qu'elle porte dans le film. Elle apparaît avec Anna sur des assiettes et des mugs. Il existe d'autres marchandises inspirées du personnage, comme des sacs, des robes de chambre et des décorations. Il existe également des albums du film pour enfants : un avec un enregistrement audio et un autre illustré par Brittney Lee, A Sister More Like Me (Une sœur qui me ressemble plus). Elsa et Anna seront jouables dans le jeu Disney Infinity grâce à leur figurine respective.

### Parcs à thème
En novembre, avant la sortie en salles de La Reine des neiges, Anna et Elsa ont commencé à faire des apparitions aux parcs Disney's Hollywood Studios à Walt Disney World en Floride et Disneyland en Californie. Au Walt Disney World Resort, les attractions se trouvent au pavillon Norvège de l'Epcot, nom donné du fait de l'inspiration scandinave dans le film. À Disneyland, le cottage sur l'hiver a été placé à Fantasyland, avec un animatronique représentant Olaf sur le toit. En février 2014, les rencontres des personnages avec les visiteurs étaient constamment prolongées (jusqu'à deux heures), dépassant tous les autres personnages Disney. Elsa, Olaf et Anna ont leur char pour la parade au Parc Disneyland de Disneyland Paris. Le 9 mars 2014, les trois personnages se sont montrés à nouveau à la parade du Festival de la Fantasy Parade au Royaume Enchanté. Le 20 avril 2014, Anna et Elsa sont transférées de l'EPCOT au Princess Fairytale Hall du Royaume Enchanté avec une file d'attente de trois heures (Cendrillon et Raiponce : 15 minutes).
La chanson d'Elsa Let It Go est devenue l'attraction principale des Winter Dreams (« Rêves d'hiver ») du parc Disney California Adventure, une adaptation sur l'hiver de 30 minutes du spectacle nocturne World of Color, qui présente des extraits des films Disney. Le spectacle Disney Dreams! à Disneyland Paris a également ajouté la chanson dans l'attraction. Elsa a reçu un rôle similaire dans le spectacle du Royaume Enchanté, Celebrate the Magic (en).
Le 16 mai 2014, il a été annoncé que Disneyland allait commencer une pré-parade sur Frozen avec Elsa, Olaf et Anna. La première est apparue le 13 juin 2014 et précède la Mickey's Soundsational Parade. Du 5 juillet au 1er septembre 2014, les deux personnages principaux vont apparaître dans le spectacle "Frozen" Summer Fun aux Disney's Hollywood Studios. Elles feront aussi partie de For the First Time in Forever: A Frozen Sing-Along Celebration et aux "Frozen" Fireworks Spectacular, un feux d'artifice musical dans lequel les deux personnages sont rejoints par Kristoff et Olaf.
Le 19 août 2014, la Boutique d'Elsa et Anna ouvrira milieu-septembre en remplaçant Studio Disney 365 à Downtown Disney au Disneyland Resort, avec des produits inspirés des personnages principaux du film. À partir de 2021, les Walt Disney studio de Disneyland Paris vont accueillir trois nouveaux lands dont 'le royaume d'Arendelle' avec tous les personnages du fim La Reine des neiges.
Le 28 février 2018 The Walt Disney Compagny annonce un plan d'investissement pour agrandir le parc Walt Disney Studios à Disneyland Paris qui comprendra un Land La Reine des neiges dont l'ouverture est prévue à l'horizon 2023.

## Réception critique
Elsa a reçu un accueil critique positif, notamment grâce à son développement et évolution psychologique : Matt Goldberg de Collider.com a écrit qu'elle était un personnage incroyablement sympathique, Deepanjaa Pal de First Post a salué la décision de réécrire Elsa en protagoniste, sa relation avec Anna étant la partie la plus importante du film, d'après Magdlena Lachowicz du The Heights. Jame Croot de Stuff.co.nz a comparé son exil et humiliation à Simba du Roi lion. Étant pour l'instant les personnages les plus adorables et charismatiques de Disney selon Emma Koonse du Christian Post, Debbie Lynn Elias du Culver City ajoute qu'« Elsa et Anna sont comme les deux faces d'une pièce, toutes deux fortes, mais une à travers ses pouvoirs et son isolation, l'autre avec son caractère maladroit et l'amour ». Elle été aussi comparée par Christy Lemire à Carrie White, le personnage du roman éponyme de Stephen King, dont les pouvoirs se manifestent lorsqu'elle est agitée. Certaines critiques considèrent le personnage comme plus intéressant qu'Anna : Samra Muslim (The Express Tribune) raconte que sa présence garde le spectateur scotché à l'écran : « Son caractère est complexe et sympathique, il méritait d'être encore plus approfondi. À la place, l'histoire tourne plus autour de la relation entre elle et Anna, la fougueuse héroïne typique de Disney. »
Côté négatif, Charlotte O'Sullivan du London Evening Standard, écrit qu'elle ressemble à « un de ces personnages fragile du X-Factor : menue, paupières violettes, talons hauts ». Apparence des princesses également remise en cause par Noémie Luciani du journal Le Monde : « […] même patrimoine génétique [que Raiponce] : yeux immenses, pommettes hautes et roses, corps frêles — au moins pour les demoiselles — et têtes énormes. » Elle parle plus loin de « fadeur industrielle ». D'autres, comme Dana Stevens du Slate, ont trouvé l'apparence d'Elsa en Reine des neiges à la limite du vulgaire.

### Let It Go
Les différentes performances d'Idina Menzel ont été appréciées, par exemple Amon Warmann de Cine Vue : « sa voix grimpe de manière admirable dans ces chansons ». C'est particulièrement Let It Go, qui a enthousiasmé les critiques : « C'est un véritable hymne à la libération » selon Marc Snetiker de l’Entertainment Weekly. Linda Barnard (The Star) ajoute qu'elle peut « briser la glace avec sa voix puissante ».
Matt De Truck du Rochester City Newspaper a affirmé qu'elle a transmis à travers Elsa autant de puissance et d'émotion que dans son ancien rôle d'Elphaba (inspirée du Magicien d'Oz) dans Wicked. Nasim Als du Oxford Student écrit qu'Idina Menzel devient et sa séquence de Let It Go « vole la vedette du film, et que l'animation du palais de glace démontre les prouesses de Disney ; c'est donc l'une des plus impressionnantes chansons chantées par un personnage de dessin animé. Le Monde, quant à lui, continue de bouder le film avec une « pop écœurante aux orchestrations mécaniques ». Cependant, la plupart des critiques françaises sont aussi positives sur le personnage et sur le film.

## Interprètes
- Voix originale : Idina Menzel (voix et chant)
- Voix française : Anaïs Delva (voix et chant-1er film), Noémie Orphelin (Ralph 2.0) et Charlotte Hervieux (voix et chant-2ème film),
- Voix québécoise : Aurélie Morgane (voix parlée) et Anaïs Delva (voix chantée) - Charlotte Hervieux (voix chantée-2ème film)
- Voix allemande : Dina Kürten (voix parlée) et Willemijn Verkaik (voix chantée)
- Voix arabe : Nesma Maghoub (voix et chant)
- Voix brésilienne : Taryn Szpilman (voix et chant)
- Voix bulgare : Nadezhda Panayotova (voix et chant)
- Voix cantonaise : Kitty Wong (voix parlée) et Jobelle Ubalde (voix chantée) - Sophy Wong (voix chantée-suites)
- Voix catalane : Mar Nicolàs (voix parlée) et Gisela (voix chantée)
- Voix chinoise : Zhõu Shài (voix parlée) et Jalane Hu (voix chantée)
- Voix croate : Kristina Krepela (voix parlée) et Natasa Mirković (voix chantée)
- Voix coréenne : Ahn So-Yeon (voix parlée) et Park Hyena (voix chantée)
- Voix danoise : Maria Lucia Heiberg Rosenberg (voix et chant)
- Voix espagnole : Ana Esther Alborg (voix parlée) et Gisela (voix chantée)
- Voix espagnole latino-américaine : Carmen Sarahí (voix et chant)
- Voix estonienne : Hanna-Liina Võsa (voix et chant)
- Voix finnoise : Katja Sirkiä (voix et chant)
- Voix flamande : Elke Buyle (voix et chant)
- Voix grecque : Sía Koskiná (voix et chant)
- Voix hébreu : Mona Mor (voix et chant)
- Voix hindi : Sunidhi Chauhan
- Voix hongroise : Réka Farkasházi (voix parlée) et Nikolett Füredi (voix chantée)
- Voix indonésienne : Lis Kuniasih (voix parlée) et Mikah Sherly Marpaung (voix chantée)
- Voix islandaise : Ágústa Eva Erlendsdóttir (voix et chant)
- Voix italienne : Serena Autieri (voix et chant)
- Voix japonaise : Takako Matsu (voix et chant)
- Voix kazakh : Aynur Bermuxambetova (voix et chant)
- Voix lettone : Jolanta Strikaite (voix et chant)
- Voix lithuanienne : Girmanté Vaitkuté (voix et chant)
- Voix malaisienne : Marsha Milan Londoh (voix et chant)
- Voix néerlandaise : Willemijn Verkaik (voix et chant)
- Voix norvégienne : Lisa Stokke (voix et chant)
- Voix polonaise : Lidia Sadowa (voix parlée) et Katarzyna Laska (voix chantée)
- Voix portugaise : Maria Comões (voix parlée) et Ana Margarida Encarnação (voix chantée)
- Voix roumaine : Adina Lucaciu (voix parlée) et Dalma Kovács (voix chantée)
- Voix russe : Anna Buturlina (voix et chant)
- Voix serbe : Jelena Gavrilović (voix et chant)
- Voix slovaque : Andrea Somorovská (voix et chant)
- Voix slovène : Alenka Kozolc Gregurić (voix parlée) et Nuska Drasček Rojko (voix chantée)
- Voix suédoise : Annika Herlitz (voix et chant)
- Voix taïwanaise : Liú Xião-Yún (voix parlée) et Shennio Lin (voix chantée)
- Voix tchèque : Andrea Elsnerovà (voix parlée) et Monica Absolonova (voix chantée)
- Voix thaïlandaise : Gam the Star (voix et chant)
- Voix turque : Begüm Günceler (voix et chant)
- Voix ukrainienne : Alina Peocenko (voix parlée) et Shanis (voix chantée)
- Voix vietnamienne : Doàn Khánh Ái (voix parlée) et Duong Hoàng Yên (voix chantée)
- Comédie musicale : Caissie Levy

## Distinctions

### Prix
- Meilleur personnage animé dans un film d'animation pour Elsa aux Visual Effects Society Awards 2013
- Meilleure chanson originale pour Let It Go interprétée par Idina Menzel aux Phoenix Film Critics Society Awards 2013
- Meilleure chanson originale pour Let It Go interprétée par Idina Menzel aux Critics' Choice Movie Awards 2014
- Meilleure chanson originale pour Let It Go interprétée par Idina Menzel aux Oscars du cinéma 2014

### Nominations
- Meilleure chanson originale pour Let It Go interprétée par Idina Menzel aux Golden Globes 2014
- Meilleure chanson originale pour Let It Go interprétée par Idina Menzel aux Satellite Awards 2014
- Meilleure chanson originale pour Let It Go interprétée par Idina Menzel aux Houston Film Critics Society Awards 2014
- Meilleure chanson originale pour Let It Go interprétée par Idina Menzel aux Broadcast Film Critics Association Awards 2014

### Note
- (en) Cet article est partiellement ou en totalité issu de l’article de Wikipédia en anglais intitulé « Elsa (Disney) » (voir la liste des auteurs).